# Aimaro de Lairon
Aimaro de Lairon (fallecido en 1219), también llamado Adeymar, Ademar o Emerico, fue el señor de Cesarea por derecho de su esposa (jure uxoris) desde al menos 1193 hasta su muerte en 1219. Durante este período fue una figura destacada en el reino. Después de la muerte de su esposa se convirtió en el mariscal de los Caballeros Hospitalarios hasta su propia muerte en batalla.

## Señor de Cesarea
Aimaro fue testigo de una carta del rey Enrique I de Jerusalén en 1193, donde firmó como Azemarus Cesariensis dominus ("Aimaro, señor de Cesarea"). Suscribió un segundo acto real con el mismo título al año siguiente (1194). La esposa en cuyo derecho tenía el título, Juliana, no fue registrada usando el equivalente femenino (Señora de Cesarea) hasta 1197, cuando juntos confirmaron una concesión otorgada por su hermano, Gualterio II, en su lecho de muerte. Entre 1201 y 1213, Aimaro y su esposa emitieron conjuntamente una serie de cartas.
Aimaro fue uno de los principales barones del Reino de Jerusalén durante los reinados de Enrique I (1192-1197), Emerico (1197-1205) y Juan (1210-1215). Fue testigo de las cartas reales en 1193, 1194, 1200, 1211 y 1212. También fue testigo de una carta emitida por el regente Juan de Ibelín en 1206. En 1208 formó parte de la embajada enviada a Francia por la Alta Corte de Jerusalén para encontrar un consorte adecuado para la joven reina, María. Estuvo presente cuando ese consorte, Juan, fue coronado en Tiro en 1210.
En 1212-1213, Juliana y Aimaro, "debido a la pobreza" (compulsi penuria), sacaron un par de préstamos de los Hospitalarios. En el primer préstamo, las casas en Acre y Tiro, así como el casal de Tulkarem, se pusieron como garantía a cambio de 2000 besantes . En el segundo, los casales de Cafarlet, Samarita y Bubalorum fueron empeñados por 1000 besantes. Juliana no vuelve a ser mencionada después del préstamo de octubre de 1213.

## Caballero Hospitalario
En febrero de 1216, Aimaro firmó por primera vez una carta no como señor de Cesarea, sino como mariscal de los Hospitalarios. Juliana debió haber muerto en el ínterin, y como iba a ser enterrada en un cementerio de los Hospitalarios como una hermana laica, podría ser que Aimaro había entrado en la orden misma como un hermano. Todavía era mariscal de la orden hasta octubre de 1218, cuando acompañó al rey Juan en la invasión de Egipto en apoyo de la quinta cruzada. Según el Estoire de Eracles, Aimaro y el rey lideraron un ataque contra las fuerzas egipcias en el sitio de Damieta. Según Oliver de Paderborn, en Damieta treinta y tres caballeros templarios fueron capturados o asesinados junto al mariscal del Hospital en 1219.
El Estoire registró que Aimaro tenía un sobrino del mismo nombre cuando se alude a su muerte en 1219. Con Juliana dejó también un hijo, Roger de Lairon, cuya sobrina Inés, se casó con Gilles de Beirut, según los Lignages d'Outremer.